# Thank You for Smoking
Pour plus de détails, voir Fiche technique et Distribution.
Thank You for Smoking, ou Merci de fumer au Québec, est un film américain réalisé par Jason Reitman et sorti en 2006. Adapté du roman du même nom (en) de Christopher Buckley, ce film est la première réalisation de Jason Reitman.

## Synopsis
Surdoué de la communication, Nick Naylor travaille pour le lobby de l'industrie du tabac, surnommé Big Tobacco. Pour le bonheur de ses patrons, il est prêt à tout pour redorer le blason de la cigarette, tout en désarmant ses adversaires les plus tenaces, par exemple le sénateur Ortolan K. Finistirre.

## Fiche technique
- Titre original et français : Thank You for Smoking
- Réalisation : Jason Reitman
- Scénario : Jason Reitman, d'après le roman Thank You for Smoking de Christopher Buckley
- Musique : Rolfe Kent
- Décors : Steve Saklad
- Costumes : Danny Glicker (en)
- Photographie : Jim Whitaker
- Montage : Dana E. Glauberman
- Casting : Mindy Marin
- Production : David O. Sacks
  - Coproduction : Daniel Brunt, Daniel Dubiecki, Mindy Marin
  - Production associée : Eveleen Bandy
  - Production exécutive : Max Levchin
- Sociétés de production : Room 9 Entertainment, TYFS Productions LLC, ContentFilm et Major Studio Partners
- Société de distribution : Fox Searchlight Pictures (États-Unis), Haut et Court (France)
- Budget : 7 000 000 $
- Pays de production :  États-Unis
- Langue originale : anglais
- Genre : comédie satirique et noire
- Durée : 92 minutes
- Dates de sortie : 
  - Canada : 9 septembre 2005 (festival de Toronto)
  - États-Unis : 17 mars 2006 (sortie limitée) ; 14 avril 2006 (sortie nationale)
  - France : 13 septembre 2006

## Distribution
- Aaron Eckhart (VF : Pierre Tessier) : Nick Naylor
- Maria Bello (VF : Juliette Degenne) : Polly Bailey
- Cameron Bright (VF : Anton Coulpier) : Joey Naylor
- William H. Macy (VF : Patrick Floersheim) : Ortolan K. Finistirre
- Adam Brody (VF : Vincent Ropion) : Jack
- Sam Elliott (VF : Jean-Bernard Guillard) : Lorne Lutch
- Katie Holmes (VF : Alexandra Garijo) : Heather Holloway
- J. K. Simmons (VF : Jean Barney) : Budd “BR” Rohrabacher
- Robert Duvall (VF : Michel Ruhl) : Doak “The Captain” Boykin
- Rob Lowe (VF : Jean-Pierre Michaël) : Jeff Megall
- Todd Louiso (VF : Philippe Vincent) : Ron Goode
- David Koechner (VF : Michel Prud'homme) : Bobby Jay Bliss
- Kim Dickens (VF : Laura Blanc) : Jill Naylor
- Jeff Witzke (VF : Fabien Jacquelin) : le kidnappeur
- Melora Hardin : la journaliste

Source et légende : Version française (VF) sur RS Doublage

## Production

### Genèse et développement
Le scénario est inspiré du roman Thank You for Smoking de Christopher Buckley publié en 1994. Avant même sa publication, Icon Productions en acquiert les droits car Mel Gibson veut absolument incarner Nick Naylor à l'écran. Cependant, la société de production peine à développer un script convenable,. Après avoir lu et apprécié le livre, Jason Reitman se lance dans l'écriture d'une adaptation cinématographique sans même avertir Icon, qui possède toujours les droits. Il se considère alors comme un auteur de bandes dessinées dans un style similaire à celui de Christopher Buckley et a consciemment tenté de maintenir la saveur satirique du livre dans ses ébauches de script. Son travail est bien accueilli chez Icon et Mel Gibson contacte Jason Reitman pour lui dire qu'il apprécie son scénario. Mais durant trois ans le projet stagne, faute de financement et de l'intérêt d'un gros studio. De plus, certains studios demandent des réécritures du scénario pour y inclure notamment une fin plus anti-tabac et moins satirique.
C'est grâce à David O. Sacks, qui vient de faire fortune grâce à PayPal, que Jason Reitman va enfin trouver un financement. Alors qu'il vient de se lancer dans la production, Sacks venait de passer un an à tenter d'acquérir les droits du livre auprès d'Icon. Il finance la plupart du budget et laisse à Jason Reitman le soin de conserver son script d'origine. Elon Musk participe également à la production. Jason Reitman fait ici ses débuts de réalisateur de long métrage, après avoir réalisé des courts métrages et publicités ou avoir travaillé avec son père Ivan Reitman.
Pour préparer le film, Jason et David O. Sacks se sont rendus à Washington où le second avait jadis travaillé comme assistant parlementaire. Ils rencontreront des députés, des lobbyistes et des membres du Congrès. Les deux hommes ont également visité des salles du Sénat et des lieux fréquentés par les lobbyistes. Jason Reitman a rencontré des personnes du CDC ainsi que le lanceur d'alerte Jeffrey Wigand.

### Attribution des rôles
Dès la première lecture du scénario, le futur producteur du film David O. Sacks imagine Aaron Eckhart dans le rôle principal, ce qu'acceptera le réalisateur Jason Reitman.
Plusieurs acteurs apparaîtront dans les deux longs métrages suivants de Reitman : Sam Elliott (In the Air) et J. K. Simmons (Juno et In the Air).

### Tournage
Le tournage a lieu à Los Angeles, Santa Monica (jetée), Washington, D.C. et Winston-Salem.

## Bande originale
La musique du film est composée par Rolfe Kent. En plus de ses compositions, l'album de la bande originale contient également des chansons populaires des années 1940, 1950 et 1960 évoquant le tabac comme Smoke! Smoke! Smoke! (That Cigarette).
Liste des titres
1. Smoke! Smoke! Smoke! (That Cigarette) (Tex Williams) – 2:54
2. Smoke Rings (The Mills Brothers) – 2:55
3. Greenback Dollar (The Kingston Trio) – 2:52
4. Little Organ Fugue (The Swingle Singers) – 2:23
5. Smoke Gets in Your Eyes (The Platters) – 2:40
6. Three Cigarettes in an Ashtray (Patsy Cline) – 2:16
7. Cigarettes and Whisky (Ramblin' Jack Elliott) – 2:02
8. Cigarettes and Coffee (Otis Redding) – 3:52
9. Another Puff (Jerry Reed) – 4:06
10. Intro & Tobacco One (Rolfe Kent) – 3:02
11. Donate It & Sex Back in Cigarettes (Rolfe Kent) – 3:01
12. Joey & Drums of Doom (Rolfe Kent) – 2:59
13. Spanish Epilogue Revisited (Rolfe Kent) – 3:00
14. Wind of Change (Scorpions) – 5:11

## Accueil

### Critique
Le film reçoit des critiques globalement positives. Sur l'agrégateur américain Rotten Tomatoes, il récolte 86% d'opinions favorables pour 181 critiques et une note moyenne de 7,3⁄10. Le consensus suivant résume les critiques compilées par le site : « Chargé de personnages délicieusement sans scrupules et d'un script plein d'esprit et cynique, Thank You For Smoking est une satire tranchante avec une performance principale brillamment sensuelle d'Aaron Eckhart ». Sur Metacritic, il obtient une note moyenne de 71⁄100 pour 36 critiques.
En France, le film obtient une note moyenne de 3,7⁄5 sur le site AlloCiné, qui recense 23 titres de presse.

### Box-office
| Pays ou région            | Box-office      | Date d'arrêt du box-office | Nombre de semaines |
| ------------------------- | --------------- | -------------------------- | ------------------ |
| Mondial                   | 39 232 211 $    |                            |                    |
| États-Unis, Canada        | 24 793 509 $    |                            |                    |
| France                    | 245 037 entrées |                            |                    |
| États-Unis (vente de DVD) | 16 647 405 $    |                            |                    |
| États-Unis (vente de DVD) | 861 179 unités  |                            |                    |

## Autour du film
- Le personnage de Lorne Lutch (joué par Sam Elliott dans le film), est une référence directe à la célèbre icône publicitaire de Marlboro Man.
- Le film fait partie de la compétition officielle du festival du cinéma américain de Deauville de 2006.